# Théophile de Donder
Théophile Ernest de Donder (Bruxelas, 19 de agosto de 1872 — Bruxelas, 11 de maio de 1957) foi um matemático e físico belga.
Participou da 4ª, 5ª, 6ª, 7ª e 8ª Conferência de Solvay.
Famoso pelo seu trabalho em 1923 no qual desenvolveu correlações entre o conceito newtoniano de afinidade química e o conceito de energia livre de Gibbs.

## Educação
Ele recebeu seu título de doutorado em física e matemática da Universidade Livre de Bruxelas em 1899, com a tese denominada Sur la Théorie des Invariants Intégraux (On the Theory of Integral Invariants).

## Carreira
Ele foi professor entre 1911 e 1942 na Universidade livre de Bruxelas. Inicialmente ele deu continuação ao trabalho de Henri Poincaré e Elie Cartan. A partir de 1914 ele sofreu influências do trabalho de Albert Einstein e foi um dos entusiastas da teoria da relatividade. Ele adquiriu uma reputação significante em 1923, quando desenvolveu sua definição de afinidade química. Ele apontou a conexão que existia entre a afinidade química e a energia livre de Gibbs.
Ele é considerado o pai da termodinâmica de processo irreversível.  Posteriormente, seu trabalho foi complementado por Ilya Prigogine. De Donder era colega de pesquisas e amigo de Albert Einstein.

## Obras
- Thermodynamic Theory of Affinity: A Book of Principles. Oxford, England: Oxford University Press (1936)
- The Mathematical Theory of Relativity. Cambridge, MA: MIT (1927)
- Sur la théorie des invariants intégraux (thesis) (1899).
- Théorie du champ électromagnétique de Maxwell-Lorentz et du champ gravifique d'Einstein (1917)
- La gravifique Einsteinienne (1921)
- Introduction à la gravifique einsteinienne (1925)
- Théorie mathématique de l'électricité (1925)
- Théorie des champs gravifiques (1926)
- Application de la gravifique einsteinienne (1930)
- Théorie invariantive du calcul des variations (1931)